# Doi Inthanon
Núi Doi Inthanon (tiếng Thái: ดอยอินทนนท์, phát âm [dɔ̄ːj ʔīn.tʰā.nōn]) là ngọn núi cao nhất ở Thái Lan. Nó thuộc quận Chom Thong, tỉnh Chiang Mai. Núi này được gọi trong quá khứ là Doi Luang (nghĩa "núi lớn") hay Doi Ang Ka, nghĩa " Đỉnh ao quạ". Gần cơ sở của núi có một cái ao nơi nhiều con quạ tụ họp. Tên Doi Inthanon được đặt để tưởng nhớ vua Inthawichayanon, một trong những vị vua cuối cùng của Chiang Mai, mà lo lắng về những khu rừng ở miền bắc và cố gắng bảo tồn chúng. Ông ra lệnh sau khi ông chết, xác ông phải được mai táng tại Doi Luang, nơi mà được đổi tên để tưởng nhớ ông.
Ngày nay, đỉnh Doi Inthanon là một nơi được du khách cả trong và ngoài nước ưa chuộng, với đỉnh cao là 12 ngàn du khách lên đỉnh vào ngày đầu năm. (Năm 2014, du khách để lại 36 tấn rác). Ngoài một loạt các cơ sở du lịch trên đỉnh, còn có một trạm radar đo thời tiết của Không lực Hoàng gia Thái và Đài Quan sát Quốc gia (TNO) ở cây số 44.

## Địa lý
Doi Inthanon là ngọn núi cao nhất của dãy núi Inthanon thuộc dãy Thanon Thong Chai, một dãy núi thuộc vùng Cao nguyên Shan,vùng cao nguyên Thái Lan kéo dài về phía nam từ dãy núi Daen Lao. Dải này, phía tây nam của hệ thống Shan Highland, phân chia lưu vực sông Salween từ lưu vực sông Mekong. Các ngọn núi cao khác của dãy núi Loi Lar là Doi Luang Chiang Dao(2.175 m), Doi Pui (1.685 m) và Doi Suthep (1.601 m).
Năm 1954, rừng xung quanh Doi Inthanon được bảo tồn, tạo ra Vườn Quốc gia Doi Inthanon, là một trong 14 vườn quốc gia của Thái Lan . Công viên này hiện có diện tích 482,4 km² và trải dài từ vùng đất thấp ở độ cao 800 m lên đến đỉnh cao 2.565 m. Với các vùng khí hậu và sinh thái khác nhau, công viên hỗ trợ một loạt các loài động vật, trong đó có hơn 360 loài chim.
Trên sườn dốc của Doi Inthanon, gần làng người bản tộc Karen, Ban Sop Had, là thác Wachirathan (Thái: thủy cảnh), nơi suối Wachirathan ("Diamond Creek") đổ xuống một vách đá granit 18°32′30″B 98°35′57″Đ / 18,54179°B 98,599247°Đ.

## Khí hậu
Khí hậu tiêu biểu nhiệt đới và khá mát mẻ trên đỉnh Doi Inthanon. Vào mùa đông nhiệt độ trung bình là 6 °C (43 °F) vào tháng Giêng và nhiệt độ đôi khi có thể hạ xuống dưới 0 °C (32 °F). Vào ngày 21 tháng 12 năm 2017, nhiệt độ thấp nhất mọi thời đại là −5 °C (23 °F) đã được ghi lại vào lúc 06:30 tại km 44,4. Từ tháng 3 đến tháng 6, nhiệt độ dễ chịu, đặc biệt ở các độ cao lớn hơn. Mùa mưa kéo dài từ tháng 4 đến tháng 11, đôi khi trời mưa nhiều hơn 2 giờ mỗi ngày.